# Система футбольных лиг Норвегии
Система футбольных лиг Норвегии — представляет собой серию взаимосвязанных лиг клубного футбола в Норвегии.

## Мужской футбол
Текущая система национальных лиг, управляемая Норвежской футбольной ассоциацией, организована как 1-1-2-6, где элитная серия является высшим уровнем, а первый дивизион — вторым уровнем, за которым следуют две группы третьего уровня (второй дивизион). и 6 региональных групп на четвертом уровне (Третий дивизион). Лиги пятого уровня (Четвертый дивизион) и ниже являются региональными подразделениями, которыми управляют различные региональные футбольные ассоциации. Региональные лиги в основном следуют границам регионов.
| 1    | Элитсерия 16 клубов | Элитсерия 16 клубов | Элитсерия 16 клубов | Элитсерия 16 клубов | Элитсерия 16 клубов | Элитсерия 16 клубов | | | | | | |
| 2    | Первый дивизион 16 клубов | Первый дивизион 16 клубов | Первый дивизион 16 клубов | Первый дивизион 16 клубов | Первый дивизион 16 клубов | Первый дивизион 16 клубов | | | | | | |
| 3    | Второй дивизион 1 группа 14 клубов | Второй дивизион 1 группа 14 клубов | Второй дивизион 1 группа 14 клубов | Второй дивизион 2 группа 14 клубов | Второй дивизион 2 группа 14 клубов | Второй дивизион 2 группа 14 клубов | | | | | | |
| 4    | Третий дивизион 1 группа 14 клубов | Третий дивизион 2 группа 14 клубов | Третий дивизион 3 группа 14 клубов | Третий дивизион 4 группа 14 клубов | Третий дивизион 5 группа 14 клубов | Третий дивизион 6 группа 14 клубов | | | | | | |
| 5-11 | С Четвертого дивизиона по Десятый дивизион — это региональные подразделения, находящиеся в ведении различных региональных футбольных ассоциаций. | С Четвертого дивизиона по Десятый дивизион — это региональные подразделения, находящиеся в ведении различных региональных футбольных ассоциаций. | С Четвертого дивизиона по Десятый дивизион — это региональные подразделения, находящиеся в ведении различных региональных футбольных ассоциаций. | С Четвертого дивизиона по Десятый дивизион — это региональные подразделения, находящиеся в ведении различных региональных футбольных ассоциаций. | С Четвертого дивизиона по Десятый дивизион — это региональные подразделения, находящиеся в ведении различных региональных футбольных ассоциаций. | С Четвертого дивизиона по Десятый дивизион — это региональные подразделения, находящиеся в ведении различных региональных футбольных ассоциаций. | С Четвертого дивизиона по Десятый дивизион — это региональные подразделения, находящиеся в ведении различных региональных футбольных ассоциаций. | С Четвертого дивизиона по Десятый дивизион — это региональные подразделения, находящиеся в ведении различных региональных футбольных ассоциаций. | С Четвертого дивизиона по Десятый дивизион — это региональные подразделения, находящиеся в ведении различных региональных футбольных ассоциаций. | С Четвертого дивизиона по Десятый дивизион — это региональные подразделения, находящиеся в ведении различных региональных футбольных ассоциаций. | С Четвертого дивизиона по Десятый дивизион — это региональные подразделения, находящиеся в ведении различных региональных футбольных ассоциаций. | С Четвертого дивизиона по Десятый дивизион — это региональные подразделения, находящиеся в ведении различных региональных футбольных ассоциаций. |

### Повышение и понижение
| Дивизион        | Повышение                                                      | Понижение                                   |
| --------------- | -------------------------------------------------------------- | ------------------------------------------- |
| Элитсерия       |                                                                | 15-е и 16-е место (14-я команда в плей-офф) |
| Первый дивизион | Победитель, Второе место (3-е, 4-е, 5-е, 6-е место в плей-офф) | 15-е и 16-е место (14-я команда в плей-офф) |
| Второй дивизион | Победители в двух группах (Вторые места в плей-офф)            | 12-е, 13-е, 14-е место в двух группах.      |
| Третий дивизион | Победители шести групп                                         | 12-е, 13-е, 14-е место в шести группах.     |

## Женский футбол
На 2021 год система лиг для двух высших дивизионов норвежского женского футбола организована следующим образом:
| 1   | Топпсериен 10 клубов | Топпсериен 10 клубов | Топпсериен 10 клубов | Топпсериен 10 клубов | Топпсериен 10 клубов | Топпсериен 10 клубов | | | | | | |
| 2   | Первый дивизион 10 клубов | Первый дивизион 10 клубов | Первый дивизион 10 клубов | Первый дивизион 10 клубов | Первый дивизион 10 клубов | Первый дивизион 10 клубов | | | | | | |
| 3-6 | Второй дивизион — Пятый дивизион являются региональными подразделениями, находящимися в ведении различных региональных футбольных ассоциаций. | Второй дивизион — Пятый дивизион являются региональными подразделениями, находящимися в ведении различных региональных футбольных ассоциаций. | Второй дивизион — Пятый дивизион являются региональными подразделениями, находящимися в ведении различных региональных футбольных ассоциаций. | Второй дивизион — Пятый дивизион являются региональными подразделениями, находящимися в ведении различных региональных футбольных ассоциаций. | Второй дивизион — Пятый дивизион являются региональными подразделениями, находящимися в ведении различных региональных футбольных ассоциаций. | Второй дивизион — Пятый дивизион являются региональными подразделениями, находящимися в ведении различных региональных футбольных ассоциаций. | Второй дивизион — Пятый дивизион являются региональными подразделениями, находящимися в ведении различных региональных футбольных ассоциаций. | Второй дивизион — Пятый дивизион являются региональными подразделениями, находящимися в ведении различных региональных футбольных ассоциаций. | Второй дивизион — Пятый дивизион являются региональными подразделениями, находящимися в ведении различных региональных футбольных ассоциаций. | Второй дивизион — Пятый дивизион являются региональными подразделениями, находящимися в ведении различных региональных футбольных ассоциаций. | Второй дивизион — Пятый дивизион являются региональными подразделениями, находящимися в ведении различных региональных футбольных ассоциаций. | Второй дивизион — Пятый дивизион являются региональными подразделениями, находящимися в ведении различных региональных футбольных ассоциаций. |

### Повышение и понижение
| Дивизион        | Повышение                         | Понижение                       |
| --------------- | --------------------------------- | ------------------------------- |
| Топпсериен      |                                   | 10 место (9-е место в плей-офф) |
| Первый дивизион | Победитель (2-е место в плей-офф) | 9-е и 10-е место                |

## Примечание
1. ↑  Norges Fotballforbund. Ligaverktøykasse (норв.). fotball.no - Norges Fotballforbund. Дата обращения: 6 мая 2023. Архивировано 6 мая 2023 года.
2. ↑  Toppfotball Kvinner. Her er terminlisten for Toppserien i 2021 (неопр.). Toppserien (20 января 2021). Дата обращения: 6 мая 2023. Архивировано 6 мая 2023 года.